# Marco Ruben
Marco Gastón Ruben (Capitán Bermúdez, 26 ottobre 1986) è un ex calciatore argentino, di ruolo attaccante.

## Carriera

### Club
Ha iniziato la carriera nelle giovanili del Rosario Central nel 2004. Le sue prestazioni più notevole furono nella Coppa Libertadores 2006 e nel Torneo di Apertura dello stesso anno.
Nel 2007 approda al River Plate. Mentre nel gennaio 2008 fu preso dal Villarreal per 7 milioni di euro, ma mandato subito in prestito al Recreativo Huelva fino al 30 giugno.
Nella stagione 2008-2009 fu rimandato in prestito al Recreativo fino al 30 giugno 2009. Scaduto il prestito inizia la trafila nel Villarreal B. Dopo molti gol con la seconda squadra approda in prima squadra. Il suo primo gol lo sigla contro il Wolfsburg nel febbraio 2010 nei sedicesimi di finale di Europa League ponendo il risultato sul 2-2 con il gol al minuto 85. Conclude la stagione in prestito al Rosario Central con 24 gol in 34 presenze; il 16 gennaio 2016 il Rosario Central lo riscatta dalla Dynamo Kiev. Dopo un anno trascorso in Brasile, tra le file dell’Athletico Paranaense, ritorna al Rosario Central, club da cui si ritira il 7 maggio 2022 (3-1 vs Estudiantes de La Plata)..

### Nazionale
Nel 2011 ha giocato una partita con la nazionale argentina, segnando anche una rete.

## Palmarès

### Club
- Coppa del Messico: 1

Tigres UANL: Clausura 2014
- Copa Argentina: 1

Rosario Central: 2017-2018

### Individuale
- Calciatore argentino dell'anno: 1

2015